# قطعنامه ۱۷۰۲ شورای امنیت
قطعنامه  ۱۷۰۲ شورای امنیت سازمان ملل متحد که در تاریخ ۱۵ اوت ۲۰۰۶ تصویب شد، سندی بین‌المللی دربارهٔ مسئله هائیتی است. این قطعنامه طی نشست ۵۵۱۳ام با ۱۵ رای موافق، ۰ مخالف و ۰ ممتنع تصویب شد.